# Tiviers
Tiviers är en kommun i departementet Cantal i regionen Auvergne-Rhône-Alpes i mitten av Frankrike. Kommunen ligger i kantonen Saint-Flour-Nord som ligger i arrondissementet Saint-Flour. År 2022 hade Tiviers 164 invånare.

## Befolkningsutveckling
Antalet invånare i kommunen Tiviers
Referens:INSEE